# São José das Missões
São José das Missões é um município brasileiro do estado do Rio Grande do Sul.